# Concert 1976, Opéra de Reims
Albums de Magma
Concert 1971, Bruxelles : Théâtre 140
(1996) BBC 1974
(1999)
Concert 1976, Opéra de Reims est un album live du groupe français de rock progressif Magma. Il a été enregistré le 2 mars 1976 au Cinéma-opéra de Reims  et est paru en 1996 sur le label Seventh Records (réf. AKT IX).

## Contenu

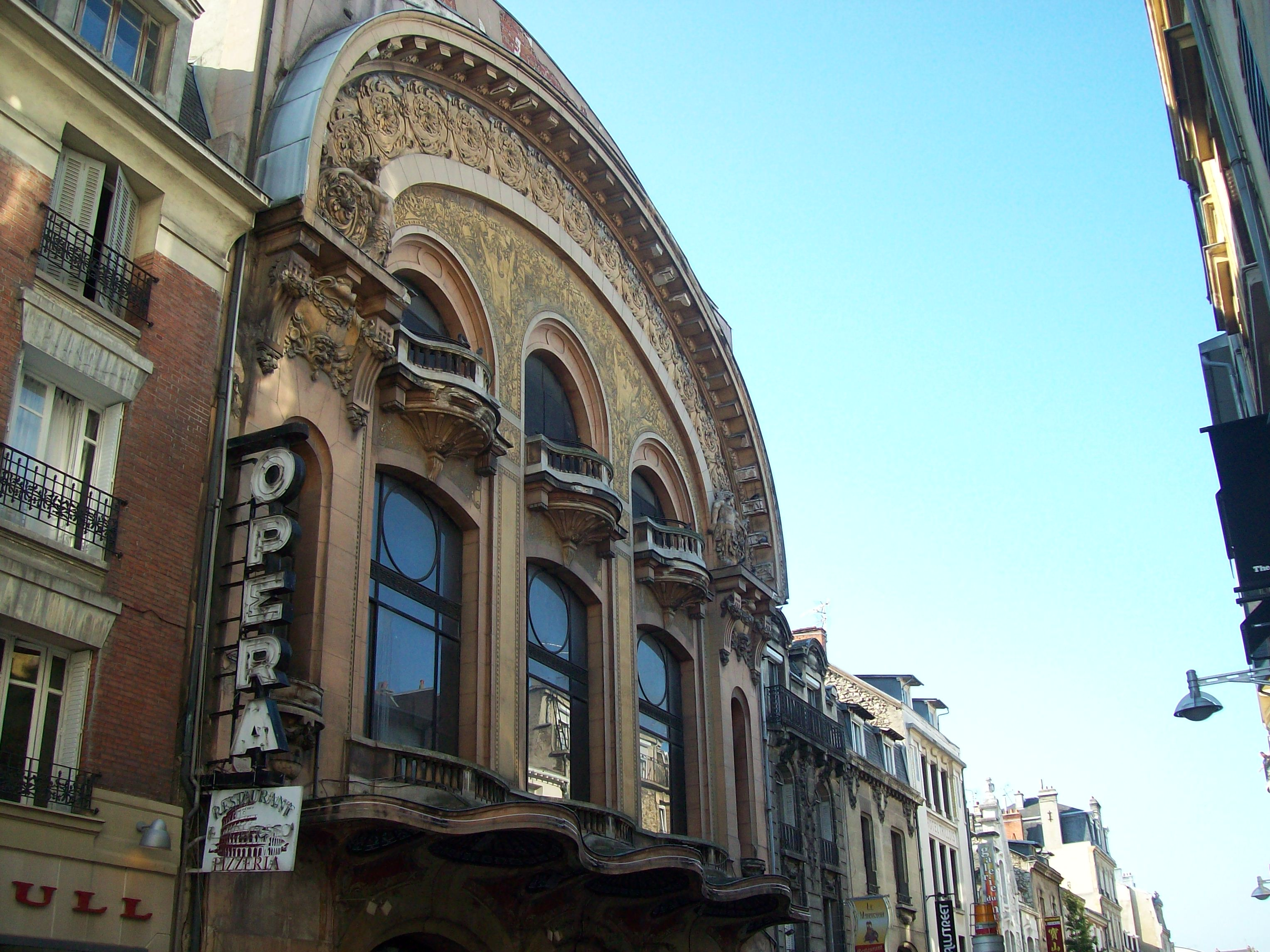
Le cinéma-opéra de de Reims

Ce triple CD appartient à la série AKT qui contient des enregistrements parfois "bruts de fonte" de moments particulièrement forts de l'histoire du groupe. La formation est alors presque la même que celle de Live / Hhaï (enregistré en juin 1975), hormis Jean-Pol Asseline remplacé par Patrick Gauthier. Seuls cinq morceaux sont au menu, mais leurs durées donnent une bonne idée de ce qu'est un concert de Magma.
Le premier disque (Zünd 1) commence par une version non encore aboutie de De Futura dont la version studio sera enregistrée quelques mois plus tard pour l'album Üdü Ẁüdü. À noter que ce n'est pas son auteur, Jannick Top, qui tient ici la basse, mais Bernard Paganotti. Suit le premier solo de batterie publié de Christian Vander au sein de Magma , performance où Vander utilise aussi le chant.
Le second disque contient Köhntarkösz et surtout Theusz Hamtaahk dans une version assez différente de celle que l'on a pu entendre pour la première fois sur Retrospektïẁ I-II en 1981.
Le troisième disque contient une nouvelle  version de MDK, dont le final est  coupé car non-existant sur la bande.

## Liste des titres

### Zünd 1
1. De Futura (24:32)
2. Sons et Chorus de Batterie (26:38)

### Zünd 2
1. Köhntarkösz (33:31)
2. Theusz Hamtaahk (33:34)

### Zünd 3
1. Mëkanïk Dëstruktïẁ Kömmandöh (42:29)

## Musiciens
- Christian Vander - batterie, chant
- Stella Vander - chant
- Klaus Blasquiz - chant, percussions
- Didier Lockwood - violon
- Gabriel Federow - guitare
- Patrick Gauthier - claviers
- Benoît Widemann - claviers
- Bernard Paganotti - basse